# Constantin Olteanu
Constantin Olteanu (n. 5 iulie 1928, Vulcana-Pandele, Dâmbovița, România – d. 1 mai 2018, Târgoviște, Dâmbovița, România) a fost un politician comunist român, general activ, care a îndeplinit funcția de ministru al apărării naționale (1980-1985). În decembrie 1989 Constantin Olteanu îndeplinea funcția de secretar al Comitetului Central al Partidului Comunist Român. Constantin Olteanu a fost membru de partid din 1953.

## Biografie
Constantin Olteanu s-a născut la data de 5 iulie 1928, în comuna Vulcana-Pandele (județul Dâmbovița). A absolvit Școala de Ofițeri Activi de la Ineu la data de 30 decembrie 1949, cu gradul de locotenent.
A absolvit în anul 1956 cu “Diplomă de merit” Academia Militară din București, iar în 1959 a obținut licența în istorie în urma absolvirii Facultății de Istorie din cadrul Universității București. A obținut titlul științific de doctor în științe istorice în anul 1964. Constantin Olteanu a parcurs pe rând treptele ierarhiei militare, desfășurând o amplă activitate didactică și de instrucție. A fost înaintat la gradul de general-maior (cu o stea) la 19 august 1974.
În anii '70, generalul Olteanu s-a ocupat de epurarea armatei române de ofițerii cu studii în URSS, indiferent dacă aceștia erau sau nu recrutați de către KGB. Această operațiune s-a desfășurat treptat și a fost un “proces delicat”, când militari cu importante funcții de comandă și decizie, dar cu studii la Moscova au trebuit scoși de la comanda unităților combatante, fără a le provoca o reacție de frondă, dar și fără a irita Moscova. În anul 1979 a fost numit șef al Statului Major Central al Gărzilor Patriotice și, în același timp, consilier militar al lui Nicolae Ceaușescu.
În perioada 29 martie 1980 - 16 decembrie 1985, generalul-locotenent Constantin Olteanu a îndeplinit funcția de ministru al apărării naționale. În această perioadă a fost avansat la gradul de general-colonel (cu 3 stele), începând cu data de 30 decembrie 1982.
În anul 1985 a fost numit în funcția de prim-secretar și Primar General al Bucureștiului, pe care a îndeplinit-o până în 1988. Olteanu își amintește că Nicolae Ceaușescu tocmai venise dintr-o vizită în URSS, l-a chemat la el și i-a spus: "Mergi pe linie politică, în locul lui Pană, iar în locul tău o să-l punem pe Milea".
Printre obiectivele realizate în mandatul său de primar, Olteanu menționează modernizarea râului Dâmbovița, continuarea lucrărilor la metrou, construcția de locuințe și prelungirea Bulevardului Victoria Socialismului până la Șoseaua Mihai Bravu.
Apoi, din mai 1988 și până în decembrie 1989, a fost secretar al CC al PCR, inițial pentru propagandă și presă (20 mai 1988-octombrie 1989), apoi pentru relații externe.

## Activitatea din perioada Revoluției și ulterioară
La data de 18 decembrie 1989, la ora 18.30, a sosit la Iași. S-a aflat în zona Moldovei în perioada 18-22 decembrie 1989.
După propriile afirmații, "Ca și alți membri ai CPEx, am fost trimis să mă ocup de problemele economice, respectiv de încheierea planului pe acel an, de aprovizionarea populației, aprovizionarea tehnico-materială a întreprinderilor... În subsidiar ni s-a cerut să discutăm cu factorii de conducere ai județelor respective și măsurile indicate de Ceaușescu la teleconferința din seara zilei de 17 decembrie, pentru asigurarea liniștii și ordinii publice. (...) Eu nu am fost trimis la Iași, precum și în celelalte județe – Vaslui, Suceava și Botoșani -, cu vreo împuternicire cu caracter militar, cu toate că încă eram general-colonel în activitate, deci nu aveam calitatea de a da ordine unităților MApN, MAI, Departamentului Securității Statului sau Gărzilor Patriotice." 
După cum afirmă tot el, aflat în biroul primului-secretar județean Iași și întrebat de către locotenent-colonelul Ion Cioară - șef de stat major la Divizia 10 Mecanizată „Ștefan cel Mare” din Iași - dacă se impune înarmarea militarilor cu muniție de război împotriva eventualilor demonstranților, "am mai precizat – erau de față mai mulți oameni - că dacă vor avea loc demonstrații, cumva, strada este a lor, a demonstranților. „Voi nu interveniți cu nimic, am spus. Doar dacă atacă obiectivele, dacă le incendiază, atunci e altceva.... Dar pe stradă nu aveți ce face voi cu armele”.
La data de 22 decembrie 1989, a plecat din Iași și a fost primit în garnizoana Armatei a II-a, de la Buzău. Generalul Olteanu a fost arestat și, la 31 decembrie 1989, a fost adus cu două autoturisme de teren și escortă la Centrul de Instrucție al Trupelor de Geniu din București, de pe Șoseaua Olteniței, unitate transformată în închisoare.
La data de 11 ianuarie 1990, generalul-colonel Constantin Olteanu a fost trecut în rezervă.
A fost inculpat și condamnat în Procesul membrilor CPEx (17 septembrie 1990 - 20 aprilie 1992). A fost acuzat în rechizitoriu că a cerut unor unități militare să treacă la alarmă de luptă, dar el a afirmat că nu a avut astfel de însărcinări și că în acele zile nu a intrat în nici o unitate militară. La data de 25 martie 1991, Tribunalul Militar Teritorial București a pronunțat achitarea sa, care a fost atacată ulterior cu recurs extraordinar introdus de procurorul general. În urma acestui recurs extraordinar, Constantin Olteanu a fost condamnat definitiv la 11 ani și șase luni de închisoare. La 29 mai 1993, a cerut întreruperea pedepsei. Cererea a fost examinată de Tribunalul Militar Teritorial București, care a decis întreruperea executării pedepsei pe o perioadă de 12 luni. În 1994 a intervenit grațierea semnată de președintele României, Ion Iliescu.
După cum afirmă el, „am fost condamnat pentru ceea ce am fost, nu pentru ceea ce am făcut”.

## Istoric militar
În anul 1968, Nicolae Ceaușescu a dispus reabilitarea lui Lucrețiu Pătrășcanu, dar și a lui Ștefan Foriș, ambii victime ale luptei pentru putere din perioada lui Gheorghe Gheorghiu-Dej. Constantin Olteanu, tânăr ofițer și istoric militar, a fost numit cu cercetarea și clarificarea condițiilor în care a fost asasinată la Oradea mama liderului PCR, Ștefan Foriș.
Generalul Olteanu este autorul mai multor studii și lucrări de istorie și teorie militară, elaborate împreună cu colective de istorici militari cum ar fi generalul Ilie Ceaușescu. Este membru al Societății de Științe Istorice din România și al Consiliului Național al Societății de Științe Istorice din România. A primit Premiul Academiei Române (1976).
În ultimii ani a fost profesor universitar asociat la Facultatea de Istorie din cadrul Universității „Spiru Haret” din București și a predat cursurile de Istoria militară a românilor în secolul XX și Istoria celui de al doilea război mondial din 1939-1945.

## Distincții
- Ordinul „23 August” clasa a II-a (7 mai 1981) „pentru rezultatele obținute în îndeplinirea cincinalului 1976–1980, pentru contribuția deosebită adusă la înfăptuirea politicii Partidului Comunist Român de făurire a societății socialiste multilateral dezvoltate în patria noastră, cu prilejul aniversării a 60 de ani de la făurirea Partidului Comunist Român”[10]
- Medalia comemorativă „A 40-a aniversare a revoluției de eliberare socială și națională, antifascistă și antiimperialistă” (20 august 1984) „pentru contribuția deosebită adusă la înfăptuirea politicii Partidului Comunist Român de făurire a societății socialiste multilateral dezvoltate în patria noastră, cu prilejul celei de-a 40-a aniversări a revoluției de eliberare socială și națională, antifascistă și antiimperialistă”[11]

## Lucrări publicate
- Asalt la redute: Eroi ai războiului pentru independență (1877-1878), Ed. Militară, 1969 - coautor
- Patru decenii sub drapel : Generalul Alexandru Cernat, Ed. Militară, 1971
- 1947 : Un an de transformări revoluționare în România, Ed. Politică, 1972
- Activitatea Partidului Comunist Român în armată : 1921-1944, Ed. Militară, 1974 - coautor
- Itinerare eroice: 1877-1878, Ed. Militară, 1977 - coautor
- Independența României, Editura Academia Republicii Socialiste România, 1977
- Masele populare și războiul de independență, Ed. Militară, 1977
- Asalt la redute: Eroi ai războiului pentru independență, Ed. Militară, 1977 - coautor
- Cronica participării armatei române la războiul pentru independență (1877-1878), Ed. Militară, 1977 - coautor
- Contribuții la cercetarea conceptului de putere armată la români, Ed. Militară, 1979
- Apărarea națională în concepția Partidului Comunist Român (1982) - coautor
- Mișcarea muncitorească, socialistă, democratică, activitatea Partidului Comunist Român și apărarea patriei la români : Repere cronologice, Ed. Militară, 1983 - coautor
- Concepția politico-militară a tovarășului Nicolae Ceaușescu privind apărarea independenței patriei noastre socialiste, Ed. Militară, 1983 - coautor
- Armata română în revoluția din august 1944, Ed. Politică, 1984- coautor
- Conținutul și trăsăturile doctrinei militare naționale (1984)
- Evoluția structurilor ostășești la români, Ed. Militară, 1986
- România în războiul pentru independență din 1877-1878 - coautor
- Considerații asupra coalițiilor politico-militare în lumina doctrinei militare naționale
- România în anii primului război mondial - coautor
- Istoria patriei – nesecat izvor de dezvoltare a gândirii noastre militare
- Geneza armatei permanente în țara noastră
- Principalii factori care determină capacitatea de luptă a armatei
- Opinii în legătură cu funcția socială a armatei române în perioada 1919-1940
- Arta militară românească în războiul pentru independență (1877-1878)
- Apărarea litoralului românesc al Mării Negre – obiectiv important în cadrul apărării strategice a teritoriului României
- Coaliții politico-militare. Privire istorică, Ed. Fundației „România de Mâine”, București, 1996
- Comandamentul armatei române în campania din 1877-1878, Ed. Albatros, 1998 - coautor
- România - o voce distinctă în Tratatul de la Varșovia: memorii 1980-1985, Ed. ALDO, București, 1999
- File din istoria Bucureștilor. Însemnările unui primar general, Ed. Aldo, 2004
- România și Tratatul de la Varșovia – Istoric. Mărturii. Documente. Cronologie, Ed. Pro-Historia, București, 2005 - coautor
- Relațiile militare externe ale României în sec. XIX-XX, Ed. Fundației „România de Mâine”, București, 2008
- Instituții ale României moderne și contemporane, Ed. Fundației „România de Mâine”, București, 2008
- Războiul de 2194 de zile (1939-1945), Ed. Tritonic, București, 2011 - coautor
- „O viață de om. Dialog cu jurnalistul Dan Constantin”, Editura Niculescu, 2012[12]
- România. 36 de ani în Tratatul de la Varșovia, Ed. Niculescu, București, 2014 - coautor